# Pieni-Hirvanen
Pieni-Hirvanen är en sjö i kommunen Äänekoski i landskapet Mellersta Finland i Finland. Sjön ligger 110,8 meter över havet. Den är 7,4 meter djup. Arean är 50 hektar och strandlinjen är 4,98 kilometer lång. Sjön  ingår i Kymmene älvs huvudavrinningsområde.   Den ligger omkring 27 kilometer norr om Jyväskylä och omkring 260 kilometer norr om Helsingfors. 
I sjön finns ön Hapankivi. 